# Llanto de un héroe
Llanto de un héroe (sv: "en hjältes rop") är det andra studioalbumet av det spanska power metal-bandet Avalanch. Det släpptes 1999 av skivbolaget Flame Records.

## Låtlista
1. "Intro" (instrumental) – 1:47
2. "Torquemada" – 6:24
3. "Por mi libertad" – 6:05
4. "Pelayo" – 7:15
5. "Vientos del sur" – 6:55
6. "Polvo, sudor y sangre" (instrumental) – 1:06
7. "Cid" – 5:12
8. "¿Dias de gloria...?" – 6:02
9. "No pidas que crea en ti" – 5:07
10. "Cambaral" – 6:08
11. "Aquí estaré" – 5:28
12. "Llanto de un héroe" (instrumental) – 5:03

Text & musik: Alberto Rionda (spår 1, 2, 4–10, 12), Víctor García (spår 3, 11)

## Medverkande
Musiker (Avalanch-medlemmar)
- Alberto Rionda – sologitarr, keyboard
- Víctor García – sång, bakgrundssång
- Roberto García – rytmgitarr
- Francisco Fidalgo – basgitarr
- Alberto Ardines – trummor

Bidragande musiker
- Fernando Arias – percussion
- Xuacu Amieva – flöjt

Produktion
- Alberto Rionda – producent, ljudtekniker
- Tim Young – mastering
- Jorge Otero, Ricardo Menéndez – grafisk design
- Raúl Alonso – omslagskonst